# Корпе (село)
Корпе (укр. Корпе, крымскотат. Körpe, Корьпе) — исчезнувшее селение в Нижнегорском районе Республики Крым, располагавшееся на месте северной части современного села Родники.

## История
Первое документальное упоминание села встречается в Камеральном Описании Крыма… 1784 года, судя по которому, в последний период Крымского ханства Киорфе входил в Кучук Карасовский кадылык Карасъбазарскаго каймаканства. После присоединения Крыма к России (8) 19 апреля 1783 года, (8) 19 февраля 1784 года, именным указом Екатерины II сенату, на территории бывшего Крымского Ханства была образована Таврическая область и деревня была приписана к Левкопольскому, а после ликвидации в 1787 году Левкопольского — к Феодосийскому уезду Таврической области. После Павловских реформ, с 1796 по 1802 год, входила в Акмечетский уезд Новороссийской губернии. По новому административному делению, после создания 8 (20) октября 1802 года Таврической губернии, Корпе был включён в состав Урускоджинской волости Феодосийского уезда.
По Ведомости о числе селении, названиях оных, в них дворов… состоящих в Феодосийском уезде от 14 октября 1805 года , в деревне Корпе числилось 5 дворов и 37 жителей. На военно-топографической карте генерал-майора Мухина 1817 года деревня Порпе обозначена с 5 дворами. После реформы волостного деления 1829 года Корпе, согласно «Ведомости о казённых волостях Таврической губернии 1829 года», отнесли к Бурюкской волости (переименованной из Урускоджинской). На карте 1836 года в деревне 8 дворов, а на карте 1842 года Корпе обозначен условным знаком «малая деревня», то есть, менее 5 дворов.
В 1860-х годах, после земской реформы Александра II, деревню приписали к Шейих-Монахской волости. Согласно «Памятной книжке Таврической губернии за 1867 год», деревня Корпе была покинута жителями в 1860—1864 годах, в результате эмиграции крымских татар, особенно массовой после Крымской войны 1853—1856 годов, в Турцию и оставалась в развалинах и в «Списке населённых мест Таврической губернии по сведениям 1864 года» уже не упоминается. Если на трёхверстовой карте Шуберта 1865 года Корпе ещё обозначено, то на карте с корректурой 1876 года на его месте безымянные развалины.
Видимо вскоре пустующее селение было вновь заселено и по «Памятной книге Таврической губернии 1889 года», по результатам Х ревизии 1887 года, в деревне Корпе числилось 13 дворов и 77 жителей. По «…Памятной книжке Таврической губернии на 1892 год» в безземельной деревне Корпе, не входившей ни в одно сельское общество, было 11 жителей, у которых домохозяйств не числилось. После земской реформы 1890-х годов деревню приписали к Андреевской волости. По «…Памятной книжке Таврической губернии на 1900 год» на хуторе Корпе, входившем в Айкишское сельское общество, числилось 72 жителя в 6 дворах.
В Статистическому справочнике Таврической губернии. Ч.II-я. Статистический очерк, выпуск пятый Феодосийский уезд, 1915 год, в Андреевской волости Феодосийского уезда числился экономия Корпе (Роговского Д. Д.) с 1 двором без населения, а в Списке населённых пунктов Крымской АССР по Всесоюзной переписи 17 декабря 1926 года записаны совхозе Карпе, хутора Красный Корпе и Зелёный Корпе, все , Аликеченского сельсовета Феодосийского района, но относился ли какой-нибудь из этих населённых пунктов к бывшей деревне Корпе пока не представляется возможным. На карте 1938 года Корпе уже на обозначен и в дальнейшем в доступных исторических документах не встречается.

### Динамика численности
- 1805 год — 37 чел.[11]
- 1889 год — 77 чел.[19]
- 1892 год — 11 чел.[20]
- 1900 год — 72 чел.[22]